# Мортимер, Агнесса
Агнесса Мортимер (англ. Agnes Mortimer; между 1315 и 1321 — 25 июля 1368) — английская аристократка, дочь Роджера Мортимера, 1-го графа Марча, и Жанны де Женевиль, 2-й баронессы Женевиль в своём праве (suo jure). Принадлежала по рождению к одному из самых влиятельных родов Валлийской марки. После Войны Диспенсеров 1321—1322 годов Агнесса, в отличие от многих сестёр, по-видимому, не оказалась в заточении, так как была ещё ребёнком. В 1326 году её отец сверг короля Эдуарда II и стал фактическим правителем Англии, после чего начал устраивать судьбу дочерей. Агнессу он выдал замуж в один день с Беатрисой, 29 мая 1328 года в Херефорде. Впрочем, существует вероятность того, что хронист спутал две двойных свадьбы и что Беатриса и Агнесса вышли замуж годом позже.
Агнесса стала женой Лоуренса Гастингса, 3-го барона Гастингса, с 1339 года — 1-го графа Пембрука. В этом браке родился сын Джон, ставший 2-м графом Пембрук.